# كلارا إليزابيث تشان لي
كلارا إليزابيث تشان لي (بالإنجليزية: Clara Elizabeth Chan Lee)‏ هي ناشِطة أمريكية، ولدت في 21 أكتوبر 1886 في بورتلاند في الولايات المتحدة، وتوفيت في 5 أكتوبر 1993 في ألاميدا في الولايات المتحدة.